# لا تور-دو-پین
لا تور-دو-پین (انگلیسی: La Tour-du-Pin) یک منطقه فرعی در ایزر، اوورنی-رون-آلپ، فرانسه است.